# Borek (przełęcz)
Przełęcz Borek (1009 m) – przełęcz w Gorcach, pomiędzy szczytami Mostownica (1251 m) oraz Kudłoń (1276 m). Pomiędzy Kudłoniem a przełęczą Borek znajduje się jeszcze niewybitny szczyt Przysłopek (1123 m) z polaną Przysłopek. Przełęcz znajduje się na obszarze Gorczańskiego Parku Narodowego. Jest na niej niewielka polanka z ławką dla turystów i zamontowana przez park dydaktyczna tablica z mapą Gorców i opisami szlaków.
Przełęcz Borek jest bardzo głęboko wcięta w grzbiet gór. Jej zbocza opadają po wschodniej stronie do doliny Kamienickiego Potoku, po zachodniej do potoku Kania (dopływ Koniny). Doliny tych potoków w rejonie przełęczy zbliżają się do siebie na odległość kilkuset metrów. W nieodległej przyszłości istnieje możliwość kaptażu, czyli przechwycenia wód Kamienickiego Potoku (zlewnia Dunajca) przez Koninę (zlewnia Raby).
Przełęcz Borek jest jedynym dobrym miejscem przejścia do górnej części doliny Kamienicy. Jest tak głęboka, że schodzi prawie do dna potoku. Dawniej chodzili nią kłusownicy i zbójnicy, a podczas drugiej wojny światowej partyzanci. W jej okolicach wykonano kilka egzekucji.
Przez przełęcz Borek i jej grzbietem biegnie granica między wsiami Konina i Zasadne w województwie małopolskim, w powiecie limanowskim.

## Szlaki turystyki pieszej
przełęcz Przysłop – Pod Jaworzynką – Podskały – Adamówka – Gorc Troszacki – Kudłoń – Pustak – Przysłopek – przełęcz Borek – Hala Turbacz – Turbacz. Odległość 11,4 km, suma podejść 810 m, suma zejść 470 m, czas przejścia 3 godz. 35 min, z powrotem 3 godz.

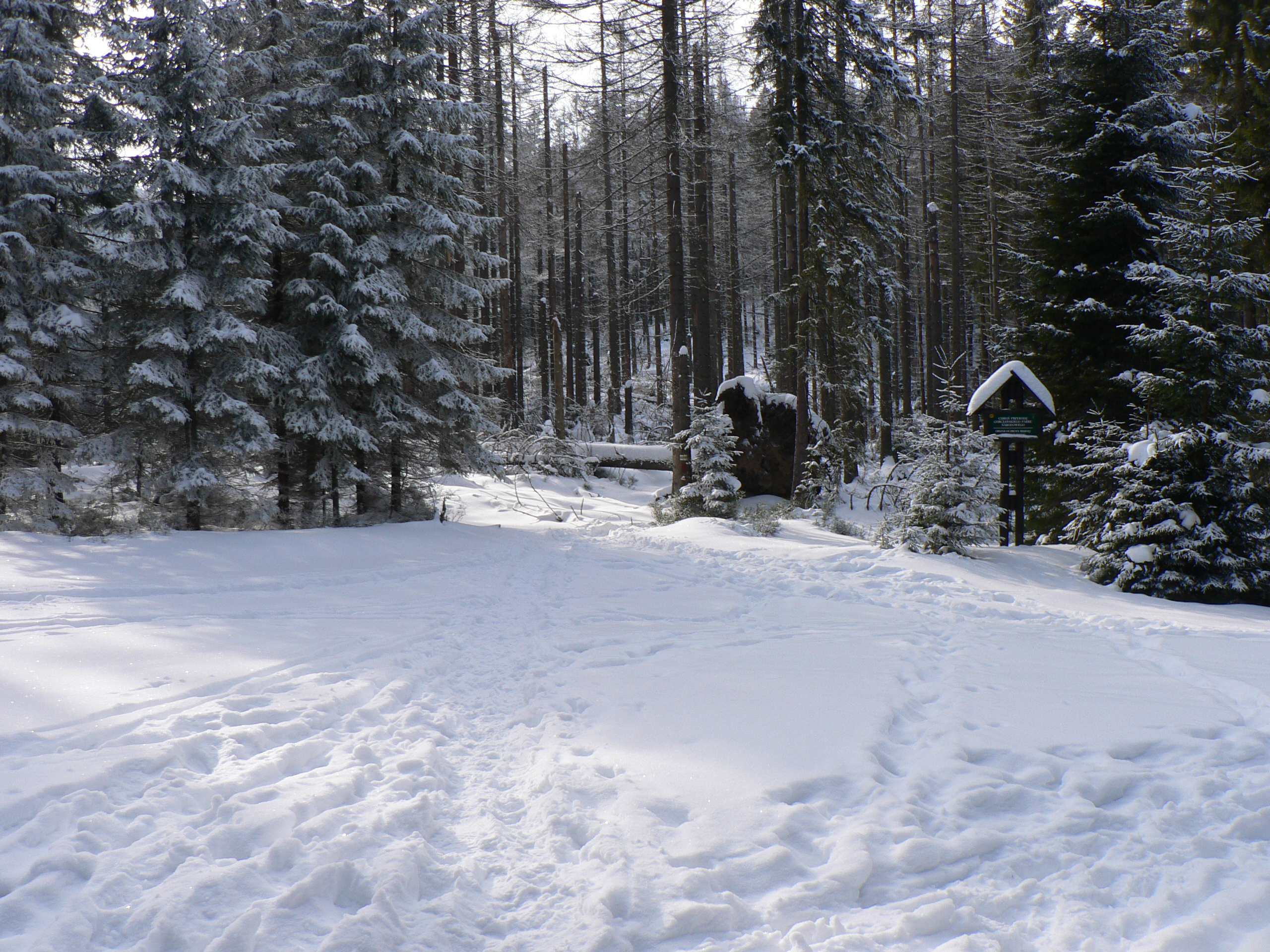
Obszar przełęczy zimą